# Большая Пановка
Большая Пановка — опустевшая деревня в Кадомском районе Рязанской области. Входит в Котелинское сельское поселение.

## География
Находится в восточной части Рязанской области на расстоянии приблизительно 24 км на юг по прямой от районного центра поселка Кадом.

## История
Показана на карте 1971 года.

## Население
Численность населения не была учтена как в 2002 году, так и в 2010.